# Didier Levallet
Didier Levallet (* 19. Juli 1944 in Arcy-sur-Cure) ist ein französischer Jazzmusiker (Kontrabass, Komposition).

## Leben und Wirken
Levallet lernte als Jugendlicher autodidaktisch Altsaxophon. Er studierte von 1963 bis 1966 als Journalist an der École Supérieure de Journalisme und nahm daneben am Konservatorium der Stadt Lille einige Unterrichtsstunden auf dem Bass; in Lille spielte er zunächst mit Alain Rellay und Michel Graillier. Seit 1967 lebte er in Paris, wo er 1969 im Chat qui Pêche debütierte und mit Musikern wie Georges Arvanitas, Ted Curson, Siegfried Kessler, Hank Mobley, Mal Waldron, Kenny Clarke, Johnny Griffin und Slide Hampton auftrat.
Daneben leitete er die Gruppen Perception (1970 bis 1977, mit Yochk’o Seffer, Siegfried Kessler und Mino Cinelu) und Confluence (1975 bis 1980,  mit Jean-Charles Capon und Christian Escoudé). Mitte der 1970er gründete er als Lobbygruppe die Association pour le développement de la musique improvisée. Ende der 1970er und Anfang der 1980er Jahre gründete er weitere Bands, ein Quintett, eine große Formation, ein Trio mit Dominique Pifarély und Gérard Marais und das schlagzeuglose Swing String System (mit zunächst Didier Lockwood, Bernard Lubat und Christian Escoudé).
1987 gehörte Levallet neben Henri Texier, Sylvain Kassap, Claude Barthélémy, Gérard Marais und Jacques Mahieux zu den Gründern der Gruppe Zhivaro. 1992 gründete er die Gruppe Générations (mit Jean-Louis Chautemps, Michel Marre, Manuel Rocheman, Simon Goubert, Glenn Ferris und Vincent Courtois). Daneben leitete er weitere Gruppen und gehörte (mit Daunik Lazro) den Outlaws in jazz an. Außerdem arbeitete er in dieser Zeit u. a. mit Archie Shepp, Frank Lowe, Byard Lancaster, Charles Tyler, Chris McGregor, Mike Westbrook, Günter Sommer, John Lewis, Steve Lacy und Jeanne Lee.
Von 1997 bis 2000 leitete Levallet das Orchestre National de Jazz, 2001 wurde er Direktor der Scène Nationale de Montbéliard.
Levallet gab Jazzkurse in zahlreichen französischen Städten. Von 1981 bis 1992 leitete er die Jazzklasse des Konservatoriums von Angoulême, danach bis 2000 die des Konservatoriums von Montreuil. Daneben unterrichtete er 1996 bis 2000 am Konservatorium von Lille Jazzgeschichte und Analyse.

## Diskografie
- Scoop, 1983
- Swing String System: Euridice mit Lionel Benhamou, Jean-Charles Capon, François Couturier, Dominique Pifarély, 2004
- Voix Croisees mit Airelle Besson, Sylvaine Hélary, Céline Bonacina, François Laizeau, 2013

## Lexikalische Einträge
- Ian Carr, Digby Fairweather, Brian Priestley: Rough Guide Jazz. Der ultimative Führer zur Jazzmusik. 1700 Künstler und Bands von den Anfängen bis heute. Metzler, Stuttgart/Weimar 1999, ISBN 3-476-01584-X.
- Philippe Carles, André Clergeat & Jean-Louis Comolli: Le nouveau dictionnaire du jazz. Édition Robert Laffont, Paris 2011, ISBN 978-2-221-11592-3